# Barneville-sur-Seine
Barneville-sur-Seine is een gemeente in het Franse departement Eure (regio Normandië) en telt 411 inwoners (1999). De plaats maakt deel uit van het arrondissement Bernay.

## Geografie
De oppervlakte van Barneville-sur-Seine bedraagt 8,7 km², de bevolkingsdichtheid is 47,2 inwoners per km².
De onderstaande kaart toont de ligging van Barneville-sur-Seine met de belangrijkste infrastructuur en aangrenzende gemeenten.

## Demografie
Onderstaande figuur toont het verloop van het inwonertal (bron: INSEE-tellingen).